# لستیکوس ماگنوس
لستیکوس ماگنوس - (به انگلیسی: Lesticus magnus) گونه‌ای از سوسک‌های زمینی در زیرخانواده پتروستیچینائی (به انگلیسی: Pterostichinae) است. در سال ۱۸۶۰ میلادی توسط ماتچولسکی شناسایی و طبقه‌بندی شده.